# Country (radioprogram)
Country var ett program i SR P4, som leddes och producerades av Kalle Oldby. Programmets tyngdpunkt låg i aktuella countrylåtar, blandat med historiska tillbakablickar. Med programmet ville man också uppmärksamma lyssnaren om vilka olika stilarter som ryms under rubriken. 
Country sändes för sista gången den 27 december 2014.

### Fotnoter
1. ↑  ”Svensk mediedatabas”. http://smdb.kb.se/catalog/search?q=Country+Oldby+typ%3Aradio&sort=OLDEST. Läst 25 juni 2011.
2. ↑  ”Sveriges Radio”. Arkiverad från originalet den 30 januari 2015. https://web.archive.org/web/20150130182125/http://sverigesradio.se/sida/artikel.aspx?programid=2750&artikel=3375807. Läst 18 april 2011.
3. ↑  ”Calles sista Country”. http://sverigesradio.se/sida/artikel.aspx?programid=96&artikel=6051242. Läst 30 januari 2015.